# Systenus
Systenus is een vliegengeslacht uit de familie van de slankpootvliegen (Dolichopodidae).

## Soorten
- S. albimanus Wirth, 1952
- S. apicalis Wirth, 1952
- S. bipartitus (Loew, 1850)
- S. californicus Harmston, 1968
- S. eucercus Steyskal, 1970
- S. leucurus Loew, 1859
- S. mallochi MacGowan, 1997
- S. minuta (Van Duzee, 1913)
- S. pallipes (von Roser, 1840)
- S. scholtzii (Loew, 1850)
- S. shannoni Wirth, 1952
- S. tener Loew, 1859